# Distretto di Moquegua
Il distretto di Moquegua è uno dei sei distretti della provincia di Mariscal Nieto, in Perù. Si trova nella regione di Moquegua e si estende su una superficie di 3.949,04 chilometri quadrati.
Ha per capitale la città di Moquegua.